# Inés Arrimadas

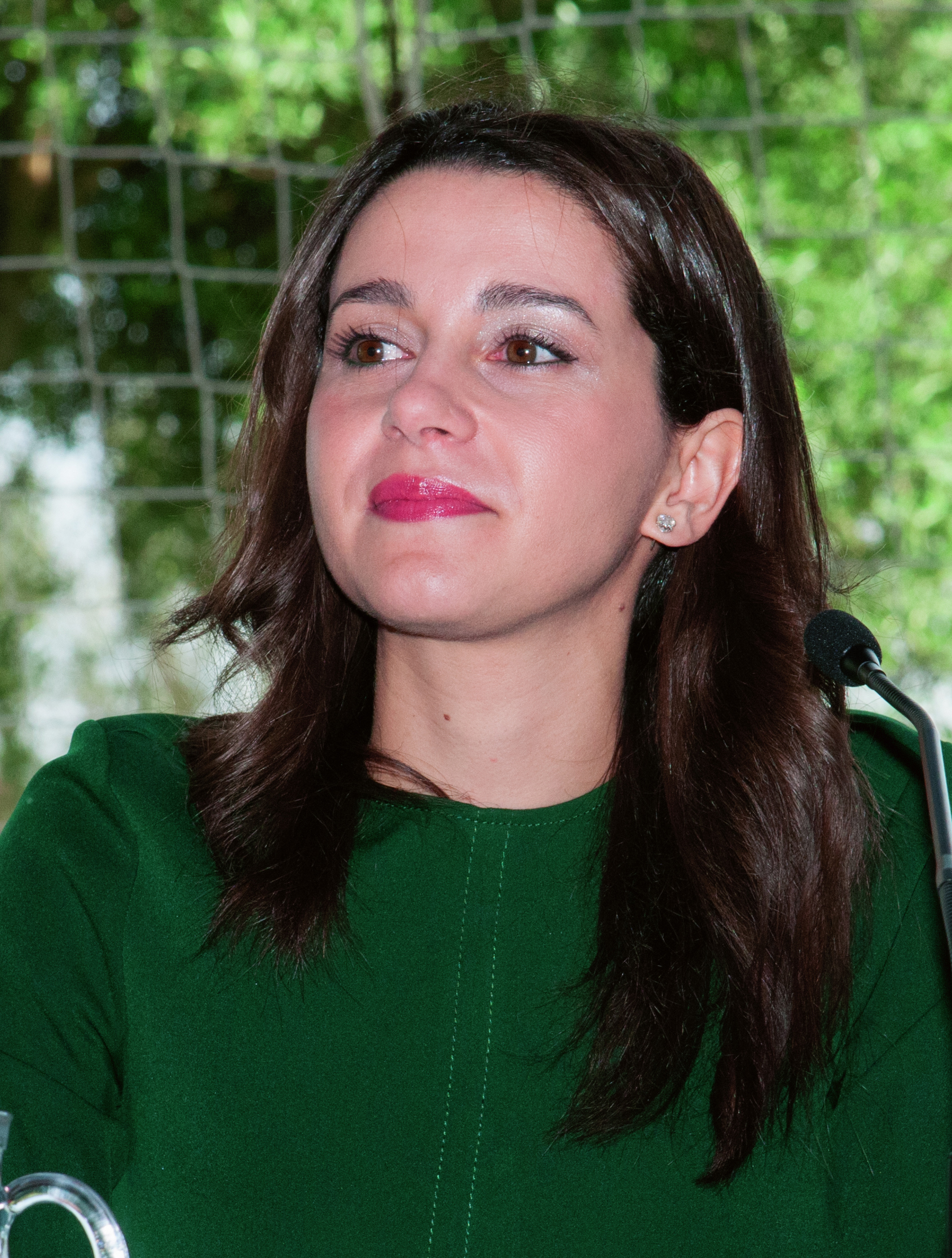
Inés Arrimadas (2017)

Inés Arrimadas García (* 3. Juli 1981 in Jerez de la Frontera) ist eine ehemalige spanische Politikerin. Sie war Vorsitzende der liberalen Partei Ciudadanos. Arrimadas war von 2012 bis 2019 Fraktionsvorsitzende der Ciutadans-Fraktion im katalanischen Parlament. Von 2019 bis 2023 war sie Abgeordnete für Barcelona im Abgeordnetenhaus des spanischen Parlaments in Madrid. Sie war Fraktionsvorsitzende der Ciudadanos im Abgeordnetenhaus und war von März 2020 bis Januar 2023 Parteivorsitzende.

## Herkunft, Ausbildung, Beruf
Inés Arrimadas ist das jüngste Kind von Rufino Arrimadas und Inés García, beide ursprünglich aus Salmoral, in der Nähe von Salamanca. Ihr Vater war Jurist und als Lokalpolitiker für die liberal-konservative Unión de Centro Democrático tätig, die einflussreichste Partei Spaniens in den Jahren der Transición. Sie wuchs als Jüngste in einer kinderreichen Familie in Jerez de la Frontera auf, während der Schulzeit war sie Mittelstürmerin in einer Mädchen-Fußballmannschaft. Arrimadas besuchte eine katholische Schule und ging mit 18 Jahren nach Sevilla, wo sie Rechtswissenschaft und Betriebswirtschaftslehre studierte. Ein Auslandssemester verbrachte sie im Rahmen des Erasmus-Programms in Nizza. Danach arbeitete sie für verschiedene Firmen und ging nach Barcelona.

## Politische Laufbahn
In Barcelona kam sie 2010 erstmals mit der neugegründeten Partei Ciudadanos in Berührung. 2011 wurde sie Mitglied und kandidierte bei den Regionalwahlen von 2012 erfolgreich für das Parlament von Katalonien.
Im Juni 2015 wurde sie zur Vorsitzenden der Ciudadanos-Fraktion im katalanischen Parlament gewählt. Seit den katalanischen Regionalwahlen vom 27. September 2015, bei denen ihre Partei 25 von 135 Sitzen gewann,  bis 2019 war sie Oppositionsführerin.
Während der Katalonien-Krise nach dem Unabhängigkeitsreferendum 2017 trat sie am 10. Oktober 2017 vor dem katalanischen Regionalparlament als Oppositionsführerin gegen die Unabhängigkeit Kataloniens von Spanien ein, mit der Begründung, dass die Zukunft Kataloniens in Europa liege. Den Unabhängigkeitsbefürwortern warf sie vor, die „Antithese zu Europa“ zu bilden und sowohl das Regionalparlament als auch die Autonomie Kataloniens „pulverisiert“ zu haben.
Bei den durch die spanische Regierung angeordneten Regionalwahlen vom 21. Dezember 2017 zur Auflösung der Krise war sie Spitzenkandidatin ihrer Partei für die Präsidentschaft der Generalitat de Catalunya und führt mit 37 Sitzen die mandatstärkste Partei im neu gewählten Parlament. Aufgrund der Sitzverteilung, bei der die Parteien der Unabhängigkeitsbefürworter, ERC, JuntsxCat und CUP gemeinsam wieder eine knappe Mehrheit der Sitze erreichten, hatte sie jedoch keine Aussicht auf die Wahl zur Regionalpräsidentin in Nachfolge von Carles Puigdemont.
Bei den Wahlen vom 29. April 2019 für den Congreso de los Diputados kandidierte sie erfolgreich als Abgeordnete für Barcelona. Sie konnte ihren Abgeordnetensitz bei den Wahlen vom 10. November 2019 verteidigen, bei denen Ciudadanos jedoch insgesamt erhebliche Verluste erlitten hatte; diese führten zum Rücktritt des Parteigründers Albert Rivera. Bei den Wahlen zum neuen Parteivorsitzenden im März 2020 konnte sich Arrimadas mit 77 % der Stimmen durchsetzen. Im Dezember 2022 kündigte sie an, bei der nächsten Wahl des Parteivorstands im Januar 2023 nicht mehr für den Vorsitz zu kandidieren. Zu ihrer Nachfolgerin wurde Patricia Guasp, eine Abgeordnete im Regionalparlament der Balearen, gewählt. Arrimadas hat sich seither von der Politik zurückgezogen und arbeitet seither als Unternehmensberaterin in der Privatwirtschaft.

## Anfeindungen
Wegen ihrer nicht-katalanischen Herkunft und ihrer politischen Positionen war Inés Arrimadas regelmäßig Objekt politischer Hassreden („Verräterin“, „Faschistin“) und frauenfeindlicher Beschimpfungen (ein Komiker des öffentlich-rechtlich katalanischen Senders TV3, Toni Albà, bezeichnete sie als „billige Nutte“; Aufruf zur Massenvergewaltigung auf Facebook). Aufgrund solcher Anfeindungen stand sie unter ständigem Personenschutz.